# Gerald D. Hines
Gerald Douglas Hines (Gary, 15 agosto 1925 – Greenwich, 23 agosto 2020) è stato un imprenditore e filantropo statunitense, tra i nomi più noti nel settore immobiliare internazionale e fondatore del gruppo Hines, un colosso con sede a Houston e asset in 25 paesi per un valore di 144,1 miliardi di dollari.

## Biografia
Nato nel 1925 a Gary, nell'Indiana, era figlio di Gordon Hines e Myrte McConnell. I suoi genitori si erano trasferiti a Gary dalla Nuova Scozia nel 1923. Hines discendeva da lealisti britannici che combatterono nella guerra rivoluzionaria.  Si laureò in ingegneria meccanica alla Purdue University nel 1948, quindi andò a lavorare alla American Blower Corp e successivamente trasferito a Houston. Dopo diversi anni, era passato alla Texas Engineering.

## Carriera

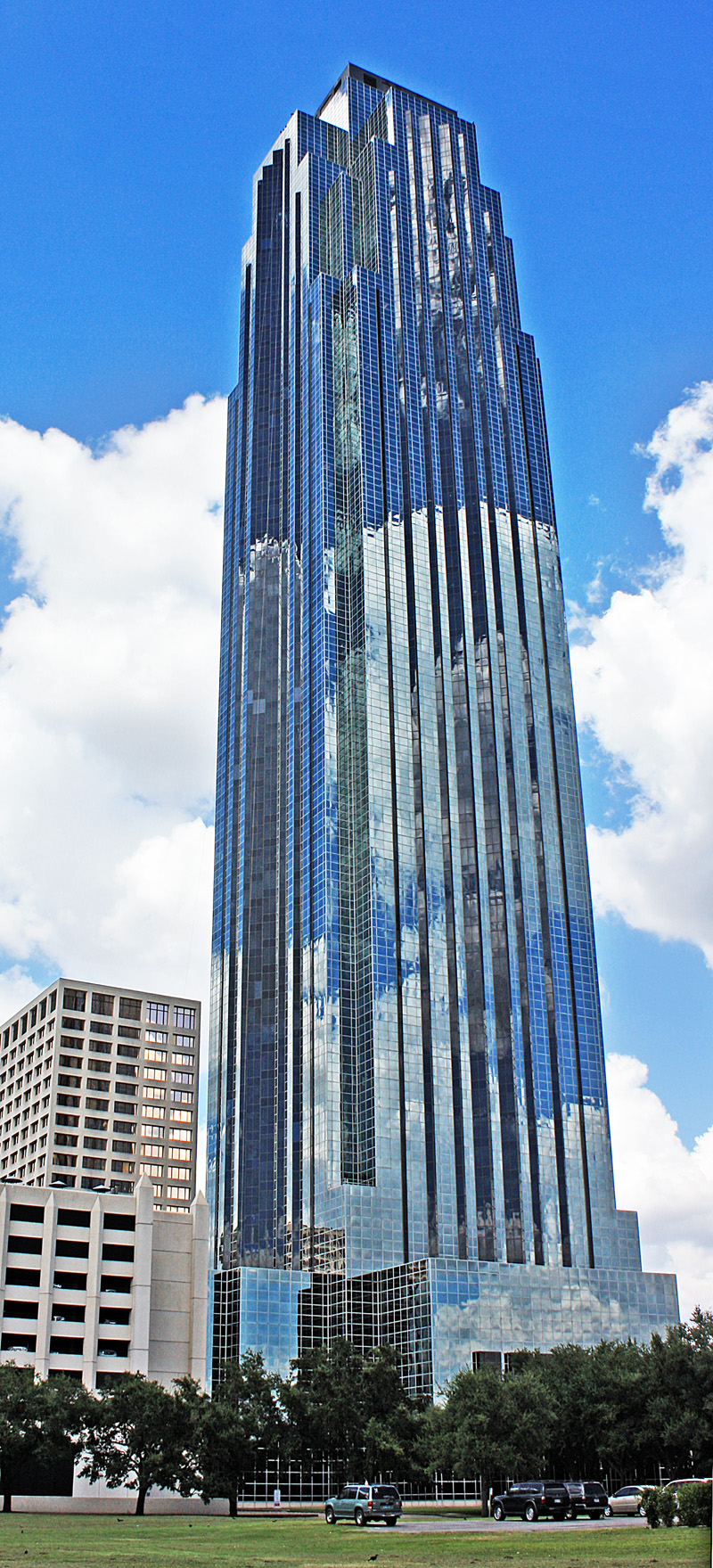
La Williams Tower a Houston

Poco dopo il trasferimento a Houston nel 1948, Hines ha formato una partnership ingegneristica avviando una piccola attività immobiliare. Ha fondato Gerald D. Hines Interests nel 1957; i suoi primi progetti includevano magazzini e piccoli edifici per uffici. Edgar L. Muller è stato il suo ingegnere-architetto nella costruzione dei primi palazzi per uffici su Richmond Avenue. Il suo primo sviluppo commerciale su larga scala avvenne nel 1967, quando Shell Oil Company lo assunse per costruire una nuova sede nel centro di Houston. Seguiranno la Galleria, Pennzoil Place, Transco Tower (ora Williams Tower) e oltre 900 immobili. L'azienda ha continuato a espandersi in Europa dopo la caduta del comunismo nel 1989. Di conseguenza, ha completato progetti in Spagna, Italia, Germania e Regno Unito. Hines è stato anche presidente della Federal Reserve Bank di Dallas dal 1981 al 1983.
Nel 1990 Hines ha passato il controllo della società a suo figlio Jeffrey. Un rapporto del 2005 della Lipsey Company, ha riconosciuto Hines come una delle più grandi società immobiliari del mondo, con operazioni negli Stati Uniti e in tutto il globo. Molti degli edifici dell'azienda sono stati progettati da noti architetti, tra cui IM Pei, Philip Johnson, César Pelli, Frank Gehry e Robert AM Stern.
Haines ha investito anche in Italia con progetti innovativi e sostenibili. A Milano ha realizzato a Porta Nuova 28 edifici tra cui il grattacielo Unicredit e il Bosco verticale firmato dall'architetto Stefano Boeri e conosciuto tra i più apprezzati modelli di rigenerazione urbana. Sta sviluppando progetti anche a Firenze.
Hines è morto il 23 agosto 2020, nella sua casa nel Connecticut. Aveva festeggiato il 95º compleanno poco più di una settimana prima della morte.

## Filantropia
Hines ha donato 7 milioni di dollari al College of Architecture dell'Università di Houston, poi ribattezzato College Gerald D. Hines College of Architecture. È stato uno dei principali contributori alla costruzione del Chabad Jewish Community Center ad Aspen, in Colorado.

## Vita privata
Si è sposato nel 1952 con Dorothy Schwarz (morta nel 2017) della famiglia Schwarz, fondatrice della FAO Schwartz toys. Due i figli: Jeff e Jennifer. Hanno divorziato nel 1980.
Si è poi risposato nel 1981 con la pittrice di origine tedesca Barbara Fritzsche, cresciuta in Australia, figlia di sopravvissuti all'Olocausto. Insieme hanno avuto due figli: Serena e Trevor.

## Riconoscimenti
- 1979 - Golden Plate Award of the American Academy of Achievement[8]
- 1979 - Un premio dell'Urban Land Institute è intitolato in suo onore: il concorso di progettazione urbana studentesca: the ULI/Gerald D. Hines Student Urban Design Competition.[9]
- 2000 - Honor Award dal National Building Museum[10]
- 2002 - Urban Land Institute J.C. Nichols Prize for Visionary Urban Development[3]
- 2004 - The Lynn S. Beedle Lifetime Achievement Award dal Council on Tall Buildings and Urban Habitat[11]
- 2008 - the first Visionary Leadership in Real Estate Development Award dalla Harvard University[12]
- 2009 - con sua moglie Barbara, the Guardian of the Human Spirit Award dal Museo dell'Olocausto di Houston[13]
- 2012 - Dottorato onorario dall'Università di Houston[14]

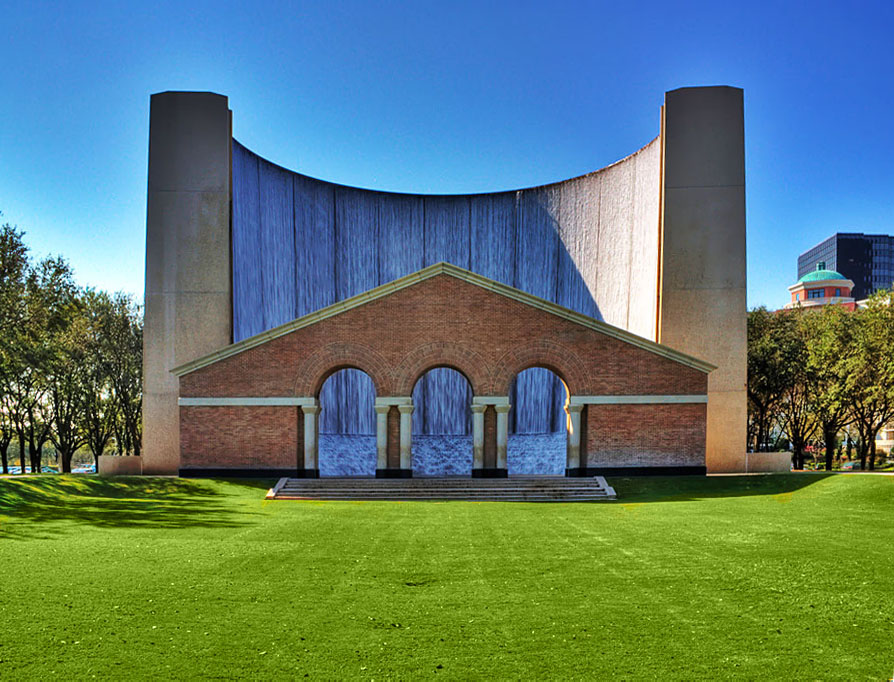
In precedenza The Waterfall, ora Gerald D. Hines Waterwall Park

### La fontana con cascata
Il 17 dicembre 2009 La città di Houston ha rinominato il Williams Waterwall (in precedenzaTransco Waterwall), una fontana scultorea a più piani che si trova di fronte alla facciata sud della Williams Tower,  in onore di Gerald D. Hines per la sua influenza sull'architettura di Houston durante i sei decenni precedenti.